# Šemsa Suljaković
Šemsa Suljaković (Maglaj, 29. rujna 1951.), pjevačica iz BiH

## Glazbena karijera
Šemsa je počela pjevati 1971. godine. Prvu singlicu je snimila 1978. godine ("Otišla je ljubav s`našeg kućnog praga"). 1981. godine počinje suradnju sa srbijanskim Južnim vetrom i s njima postiže veliki uspjeh tijekom 10 godišnje suradnje (10 albuma). Najtiražnija folk dama. Šemsa Suljaković je jedna od pjevačica koja je najjače uzdrmala eks-jugoslavensku scenu, pa čak i šire. Vrhunac svoje slave, doživjela je godine 1986. kada je snimljen album s naslovnom pjesmom "Pristajem na sve" koji je prodan u tiražu od oko 1.000.000 primjeraka. Nekoć su pjevači takve cifre skupljali kroz 3 kalendarske godine. Za Šemsu kažu da je majka Južnog vetra i hitova. To nisu samo priče koje su vezane za njenu karijeru, već su to istinite činjenice. Nekada davno godine 1981., počela je s najpopularnijim orkestrom tadašnjih vremena "Južnim vetrom" i svaka druga snimljena pjesma bila je hit. Početkom agresije na Bosnu i Hercegovinu 1992. godine napušta Južni vetar i priključuje se pokretu BiH estradnih umjetnika i po zapadnoj Europi i Americi održava koncerte za pomoć svojoj zemlji. Odradila je nekoliko stotina humanitarnih koncerata širom svijeta za pomoć Bosni i Hercegovini.